# Алексеев, Артур Николаевич
Артур Николаевич Алексеев (10 января 1948 — 15 апреля 2024) — советский партийный деятель, первый секретарь Якутского горкома КПСС (1988—1991), член ЦКК КПСС (1990—1991).
Родился 10 января 1948 года в селе Сыгай Усть-Алданского района Якутской АССР в семье плотника.
Окончил Сибирский автомобильно-дорожный институт по специальности инженер путей сообщения (1972) и Хабаровскую высшую партийную школу (1980).
Трудовая деятельность:
- 1972—1975 инженер, прораб дорожно-строительного управления № 1 Якутска.
- 1975—1976 референт отдела транспорта, связи и дорожного хозяйства Совета министров Якутской АССР.
- 1976—1977 второй секретарь Якутского горкома ВЛКСМ.
- 1977—1983 секретарь по идеологии, с 1979 г. первый секретарь Якутского обкома ВЛКСМ.
- 1983—1986 первый секретарь Усть-Майского райкома КПСС.
- 1986—1988 заведующий отделом организационно-партийной работы Якутского обкома КПСС.
- 1988—1991 первый секретарь Якутского горкома КПСС.
- 1991—1993 заместитель генерального директора объединения «Якутавтодор».
- 1993 генеральный директор Программы социально-экономического развития республики «РОССАХА».
- 1998—1999 председатель ликвидационной комиссии ЗАО «Фонд реализации программы социально-экономического развития РС(Я)».
- 1999—2002 помощник депутата Государственной думы РФ Геннадия Николаевича Селезнёва.
- 2002—2008 заместитель Председателя Правительства Республики Саха (Якутия).
- 2009—2014 заместитель генерального директора ОАО «Трансстрой-Восток».

С 1980 по 1993 год — депутат Верховного Совета Якутской АССР X и XI созывов, народный депутат Верховного Совета Якутской АССР XII созыва.
С 1993 по 2002 год — народный депутат Государственного Собрания (Ил Тумэн) Республики Саха (Якутия) I и II созывов.
В 1990—1991 гг. член Центральной контрольной комиссии КПСС. В 1991—2002 гг. первый секретарь Якутского республиканского комитета КПРФ.
Награждён орденом «Знак Почёта», медалью «За строительство БАМа». Заслуженный работник народного хозяйства РС(Я).
Умер в Москве 15 апреля 2024 года.